# Ray Lovelock
Ray Lovelock (Róma, 1950. június 19. – Trevi, 2017. november 10.) olasz színész.

## Filmjei

### Mozifilmek
- Darling (1965)
- Se sei vivo spara (1967)
- Hétszer hét (Sette volte sette) (1968)
- I giovani tigri (1968)
- Banditák Milánóban (Banditi a Milano) (1968)
- Plagio (1969)
- Häschen in der Grube (1969)
- Toh, è morta la nonna! (1969)
- L'amica (1969)
- Le regine (1970)
- Un posto ideale per uccidere (1971)
- Hegedűs a háztetőn (Fiddler on the Roof) (1971)
- Fury (1973)
- Un modo di essere donna (1973)
- Squadra volante (1974)
- El mejor alcalde, el rey (1974)
- Milano odia: la polizia non può sparare (1974)
- Az agrár zombik támadása (Non si deve profanare il sonno dei morti) (1974)
- Macchie solari (1975)
- Roma violenta (1975)
- La moglie vergine (1975)
- Uomini si nasce poliziotti si muore (1976)
- Pronto ad uccidere (1976)
- A Cassandra-átjáró (The Cassandra Crossing) (1976)
- La vergine, il toro e il capricorno (1977)
- L'avvocato della mala (1977)
- A nagy csata (Il grande attacco) (1978)
- La settima donna (1978)
- Avere vent'anni (1978)
- L'anello matrimoniale (1979)
- Pokoltól a győzelemig (From Hell to Victory) (1979)
- Scusi, lei è normale? (1979)
- Play Motel (1979)
- L'ebreo fascista (1980)
- Gyilkos rock (Murderock - Uccide a passo di danza) (1984)
- Mak P 100 (1988)
- La vuelta de El Coyote (1998)
- Una vita non violenta (1999)
- Il fratello minore (2000)
- Gyilkosság az ügynökségnél (Primetime Murder) (2000)
- The World of Hemingway (2012)
- Árnyak háza (Controra) (2013)
- Barbara ed Io (2015)
- My Father Jack (2016)

### Tv-filmek
- La casa rossa (1981)
- Una tranquilla coppia di killer (1982)
- L'amante dell'Orsa Maggiore (1983)
- La ragazza dell'addio (1984)
- I due prigionieri (1985)
- Arc nélkül, avagy egy különös emberrablás története (A viso coperto) (1985)
- Mino (1986)
- Manu (1987)
- Uomo contro uomo (1987)
- Solo (1989)
- La piovra 5 - Il cuore del problema (1990)
- La ragnatela (1991)
- Un bambino in fuga - Tre anni dopo (1991)
- Előkelő társaság (Alta società) (1992)
- Softwar (1992) (TV Movie)
- Un posto freddo in fondo al cuore (1992)
- Il coraggio di Anna (1992)
- La ragnatela 2 (1993)
- Delitti privati (1993)
- Moscacieca (1993)
- Vite a termine (1995)
- Addio e ritorno (1996)
- Mamma per caso (1997)
- Két lépésre az égtől (A due passi dal cielo) (1999)
- Villa Ada (1999)
- Inviati speciali (2001)
- L'ultimo rigore 2 (2006)
- Tisztelet kérdése (L'onore e il rispetto) (2006)
- Lányaim (Caterina e le sue figlie) (2007–2010)
- Szerelem és vérbosszú (Un amore e una vendetta) (2011)
- A négy kisasszony (Quattro piccole donne) (1989)
- A hegy védangyala (La stella del parco) (1991)
- Europa Connection (1992)
- Brigada central II: La guerra blanca (1992, két epizódban)
- Smaragdzöld románc (Dove comincia il sole) (1997)
- Primo cittadino (1997)
- Commesse (1999, két epizódban)
- Non lasciamoci più (1999, egy epizódban)
- Újrakezdés (Ricominciare) (2000)
- Tequila és Bonetti legújabb kalandjai (Tequila & Bonetti) (2000, egy epizódban)
- Turbo, a négylábú zsaru (Turbo) (1999–2000, négy epizódban)
- Incantesimo 4 (2001)
- Amerikai nagybácsi (Lo zio d'America) (2002, nyolc epizódban)
- Incantesimo 5 (2002)
- Incantesimo 6 (2003)
- Don Matteo (2004, egy epizódban)
- Raccontami (2006–2007, négy epizódban)
- Capri – Az álmok szigete (Capri) (2008, három epizódban)
- Rex Rómában (Il commissario Rex) (2011, egy epizódban)
- Mia és én (Mia and Me) (2015)
- L'Allieva (2016)